# Tilicho Peak
Il Tilicho Peak è una cima dell'Himalaya, in Nepal, culminante a 7 134 metri d'altezza.

## Storia
La cima venne scoperta nel 1950 da una spedizione francese che aveva raggiunto l'Annapurna I lo stesso anno.
La prima ascensione venne realizzata nel 1978 dall'alpinista francese Emmanuel Schmutz lungo la via nord-ovest.

## Collegamenti esterni

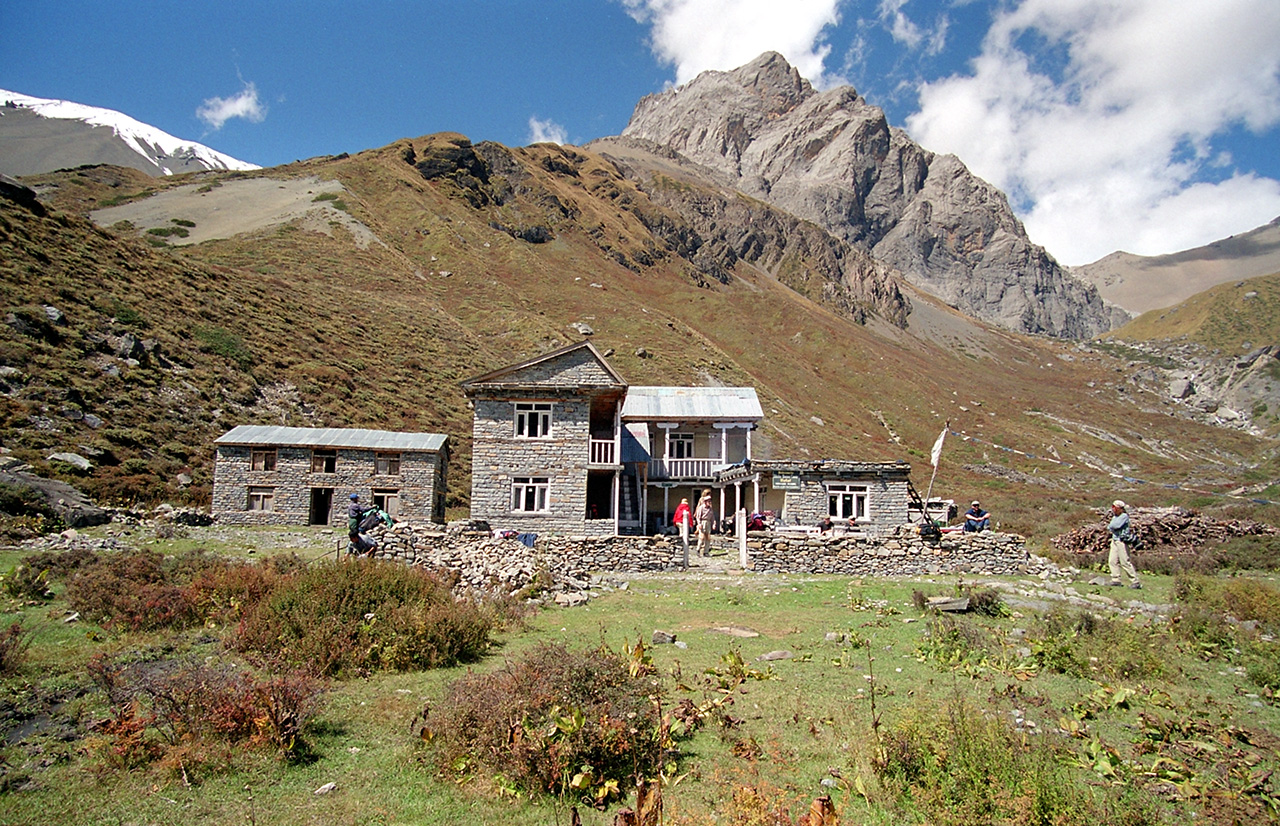
Il lodge al Tilicho Base Camp.